# Überlebensration

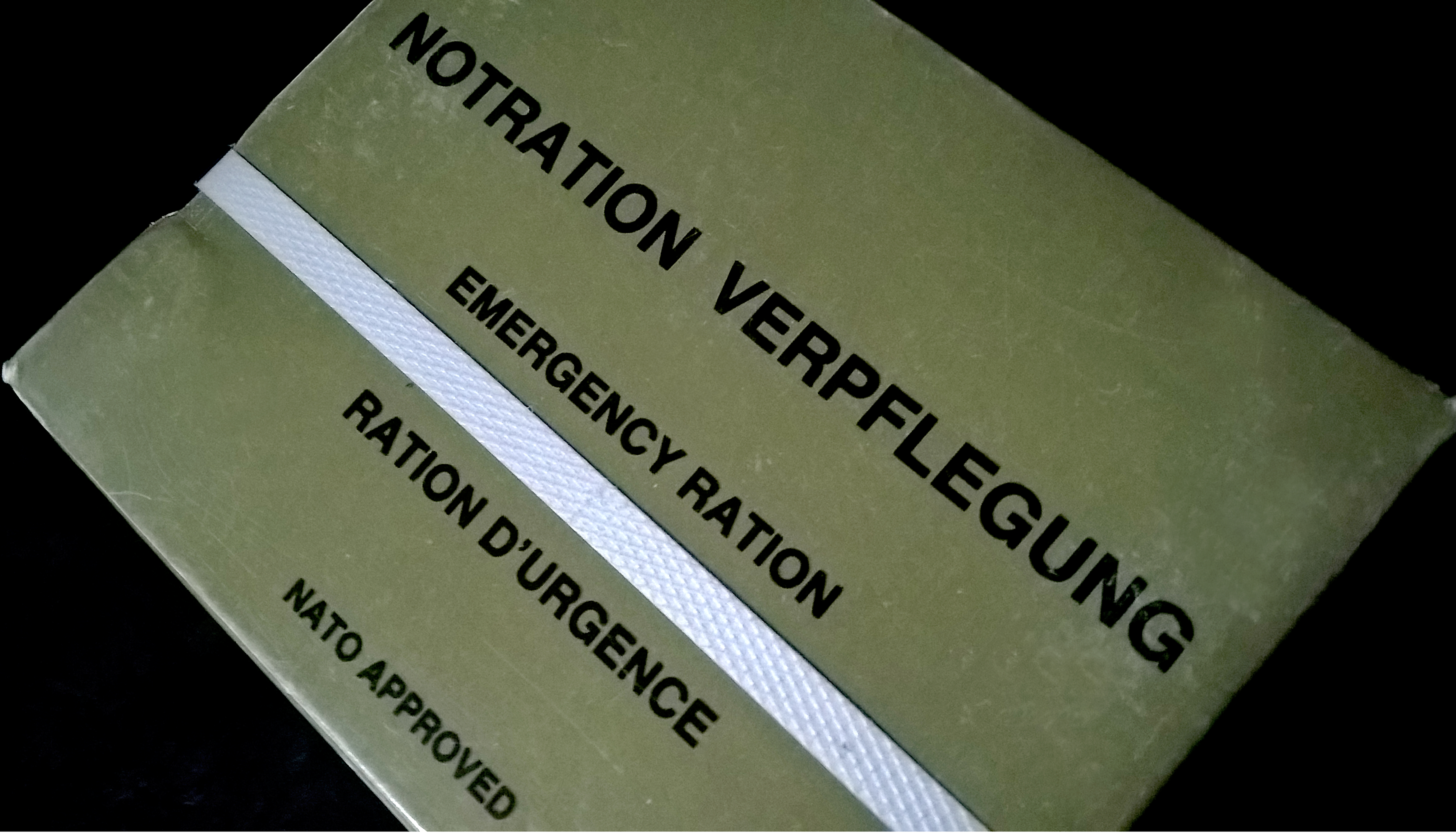
Bundeswehr Notration für Kampfpiloten - NATO APPROVED

Als Überlebensration werden Nahrungsmittel bezeichnet, die einem Menschen im Notfall das Überleben sichern sollen (Notnahrung). Sie zeichnen sich durch hohen Energiegehalt bei niedrigem Gewicht und Volumen aus und sind im Allgemeinen sehr lange haltbar. Verwendet werden sie insbesondere beim Militär sowie auf Seenotrettungsmitteln oder im Gepäck von Bergsteigern und anderen Sportlern.

## Überlebensrationen bei der deutschen Bundeswehr
In der Bundeswehr wird zwischen der Überlebensration im engeren Sinn (offiziell „Verpflegungsration, Überleben“) und der Notration („Verpflegungspaket, Überleben“) unterschieden.
Erstere besteht aus vier Riegeln Kohlenhydratkomprimat zu je 50 g. Das entspricht zwei Tagesrationen, die jeweils den Mindestbedarf an Nahrungsenergie einer Person für einen Tag decken sollen. Als Inhaltsstoffe zugelassen sind ausschließlich eine Mischung aus Mono-, Di-, Oligo- und Polysacchariden sowie bis zu 1,5 % pflanzliches Fett und maximal 6 % Wasser. Daraus wird deutlich, dass eine Überlebensration ausschließlich für Notfälle und für kurze Zeit – zum Überleben – gedacht ist. Die Überlebensration ist vakuumiert und in eine orangefarbene Pappschachtel verpackt. Sie ist mindestens zehn Jahre haltbar.
Die olivgrün verpackte Notration („Verpflegungspaket, Überleben“) der Bundeswehr ist für Notlagen gedacht, bei denen Zugang zu Wasser besteht. Bei ähnlicher Verpackung, Größe und Haltbarkeit enthalten die vier Riegel auch Fette und Proteine, außerdem gehören Wasserentkeimungstabletten und zwei Beutel Teeextrakt zur Notration.
Wann immer möglich, wird statt der Überlebens- oder Notration die Einpersonenpackung zur individuellen Verpflegung der Soldaten herangezogen und dies auch nur, wenn keine Gemeinschaftsverpflegung möglich ist.